# Lophonotidia melanoleuca
Lophonotidia melanoleuca är en fjärilsart som beskrevs av Antonius Johannes Theodorus Janse 1940. Lophonotidia melanoleuca ingår i släktet Lophonotidia och familjen nattflyn. Inga underarter finns listade i Catalogue of Life.